# Crossoglossa longissima
Crossoglossa longissima là một loài thực vật có hoa trong họ Lan. Loài này được (Kraenzl.) P.Ortiz mô tả khoa học đầu tiên năm 1995.